# Mycetophila fulvicollis
Mycetophila fulvicollis är en tvåvingeart som först beskrevs av Hermann Friedrich Stannius 1831.  Mycetophila fulvicollis ingår i släktet Mycetophila och familjen svampmyggor.
Artens utbredningsområde är Tyskland. Inga underarter finns listade i Catalogue of Life.